# I bandoleros della dodicesima ora
Pour plus de détails, voir Fiche technique et Distribution.
I bandoleros della dodicesima ora (littéralement : « Les Bandits de la douzième heure ») est un western spaghetti hispano-italien sorti en 1972, réalisé par Alfonso Balcázar.

## Synopsis
Des bandits, un chef et ses fils, attaquent un train qui porte une caisse pleine de dollars. Cette caisse venait de paysans qui voulaient ainsi payer leur dette à un banquier, Gray. Il apparaît alors que c'est lui-même, le banquier, qui aurait commandité cette attaque du train, afin de maintenir les paysans sous pression et s'emparer de leurs terres.

## Fiche technique
- Titre original italien : I bandoleros della dodicesima ora
- Titre espagnol : Hijo de pobres y deshonestos padres... Le llamaban Calamidad[1]
- Réalisation : Alfonso Balcázar (sous le pseudo d'Al Bagran)
- Scénario : Giovanni Simonelli (it), Alfonso Balcázar
- Musique : Willy Brezza
- Production : Francisco Balcázar pour Balcázar Producciones Cinematográficas, Variety Film Production
- Genre : Western spaghetti, comédie
- Photographe : Jaime Deu Casas
- Montage : Teresa Alcocer
- Durée : 90 minutes
- Maquillage : Francisco Manteca
- Pays de production :  Espagne,  Italie
- Langues originales : italien, espagnol
- Date de sortie : 
  - Italie : 23 décembre 1972
  - Espagne : 3 mars 1975

## Distribution
- Michael Forest : Amen
- Fernando Bilbao (sous le pseudo de Fred Harrison) : Big Jim
- Gigi Bonos : Old Tequila
- Malisa Longo : Barbara/Jenny McKinley
- Antonio Molino Rojo : M. Cray
- Antonio Almorós : shérif